# Trifolium bocconei
Trifolium bocconei é uma espécie de planta com flor pertencente à família Fabaceae. 
A autoridade científica da espécie é Savi, tendo sido publicada em Atti Accad. Ital. 1: 191 (1808).
O seu nome comum é trevo.

## Portugal
Trata-se de uma espécie presente no território português, nomeadamente em Portugal Continental e no Arquipélago da Madeira.
Em termos de naturalidade é nativa em Portugal Continental e introduzida no Arquipélago da Madeira.

## Protecção
Não se encontra protegida por legislação portuguesa ou da Comunidade Europeia.